# Protaetia igorata
Protaetia igorata är en skalbaggsart som beskrevs av Schultze 1916. Protaetia igorata ingår i släktet Protaetia och familjen Cetoniidae. Inga underarter finns listade i Catalogue of Life.